# Maria Elena Maseras
María Elena Maseras (Vilaseca, 25 de maio de 1853 - Mahón, 4 de dezembro de 1905) foi uma médica, pedagoga e professora espanhola. Primeira mulher a se matricular em uma faculdade de medicina, pela Universidade de Barcelona por meio de decreto real do rei Amadeu I que permitia que mulheres pudessem estudar medicina.
Antes da autorização por decreto, a ideia de María era a de estudar em casa, com tutores particulares e depois assistir a algumas aulas na faculdade para poder passar pelas provas obrigatórias de obtenção de título.

## Biografia
Nascida em Vilaseca, em 1853, María Elena vinha de uma família de médicos. Determinada a estudar medicina, estava disposta a fazer as provas na universidade depois de ter aulas particulares em casa. Foi graças a um decreto real que em setembro de 1872 María entrou na faculdade de medicina da Universidade de Barcelona, a primeira mulher a frequentar a instituição como estudantes. Recebida com aplausos da maior parte dos colegas, ela inspirou seus dois irmãos mais jovens, Agustí Alfons e Miquel. a também estudar medicina.
Em fevereiro de 1879, ela prestou exames para se qualificar para o magistério. O fato de ser mulher acabou agindo negativamente para conseguir o título, que foi postergado por mais três anos até conseguir a permissão de lecionar. Desanimada e desmotivada com as dificuldades impostas pelo fato de ser mulher, María desistiu de atuar como médica e se dedicou ao ensino e à pedagogia.
Era colaboradora regular com um jornal republicano chamado El Pueblo, onde abordava em seus artigos várias questões de saúde, lazer e cultura, especialmente para as mulheres.

## Morte
Em 4 de dezembro de 1905, María faleceu em Mahón, onde passou a morar quando começou a dar aulas. Segunda consta da certidão de óbito, ela teve um infarto. Consta também que era solteira e sem filhos.